# Liste der Wuppertaler Originale
In der Liste der Wuppertaler Originale sind Stadtoriginale aus Wuppertal aufgeführt.
Originale sind Personen aus der Geschichte der Stadt, die durch ihr unverwechselbares Auftreten oder ihre Eigenschaften und/oder ihr Erscheinungsbild einen hohen Bekanntheitsgrad in der lokalen Bevölkerung erlangt haben und auch nach ihrem Ableben noch besitzen. Sie werden zum Teil als Originale in der Literatur beschrieben.

## Originale

### Wittib Hammerstein in Wald
Wittib Hammerstein in Wald (* um 1746) war ab 1783 als Postbotin bekannt, die Post von Elberfeld nach Wald (heute ein Stadtteil von Solingen) zu Fuß in einem Tornister transportierte. Bis 1816 versah sie ihren Dienst mit Freude und Fleiß.

### DerKöphannes
Der „Köphannes“ oder „Kop Hannes“ oder „Auerbäumer Hannes“ wird sogar mit dem „Schinderhannes“ aus dem Taunus gleichgesetzt oder verwechselt.
Mit den bürgerlichen Namen Johannes Heimrath (* 31. Dezember 1757 (getauft); † 27. September 1796) lebte zur napoleonischen Zeit vor 1800 in einem Haus am Auerbaum in der Kölnischen Straße in Sichtweite der Herrschaft Schöller. Er arbeitete dort tagsüber als Weber. An Raubzügen nahm er selten selbst teil, sondern organisierte sie. Hannes war ein Mensch, der zwar hilfsbereit war, aber der mit niemandem Freundschaft schließen wollte und der niemand in sein Haus ließ. Während des sonntäglichen Kirchgangs arbeiteten Hannes und seine Schwester im und am Haus.
Die Franzosen benahmen sich nicht zimperlich und nahmen sich von den Höfen, was sie brauchten. In dieser Not entstanden Ende des 18. Jahrhunderts Räuberbanden. Aber auch Landsleute wurden nicht verschont. Reiche deutsche Bauern wurden nachts überfallen und ausgeraubt. Nicht selten wurden sie gefoltert, um die Geldverstecke zu erfahren. Gelegentlich gab Hannes den ärmeren Bauern etwas ab.
Schließlich erbaten die Bauern Waffen und polizeiliche Hilfe. Das bergische Polizeikorps führte eine Verhaftungswelle durch und Häuser wurden durchsucht. Danach war einige Zeit Ruhe. Doch ein erneuter Überfall schreckte die Bevölkerung wieder auf. Bei einem späteren Überfall nahm man einen verletzten Räuber gefangen und erfuhr durch ihn, dass die Überfälle am Auerbaum organisiert wurden. Der Weber Hannes wurde verhaftet und in den Schlossturm am Gut Schöller gesperrt. Selbst als man ihn drei Tage lang von morgens bis abends nackt und mit Honig bestrichen in den Außenkäfig sperrte und ihn den Bienen und Wespen preisgab, verriet er seine Kumpane nicht. Durch eine List gelang ihm die Flucht aus dem Turm und er floh in die Niederlande. Als er jedoch später unvorsichtigerweise nach Schöller zurückkehrte, wurde er gefasst und auf der Schöllersheide am 27. September 1796 durch Enthauptung hingerichtet.

### Mina Knallenfalls

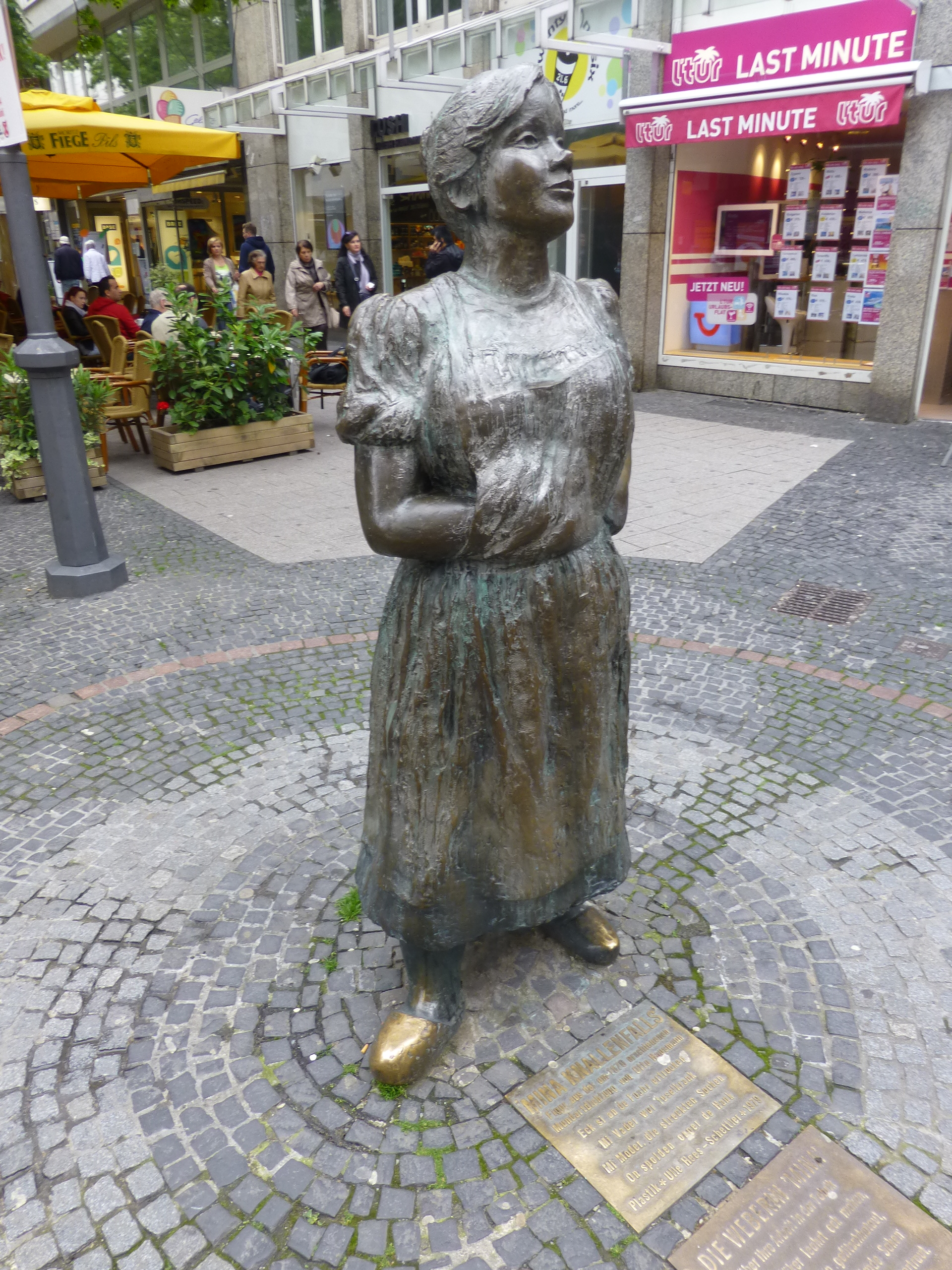
„Mina Knallenfalls“ von Ulle Hees (1979)

Mina (gelegentlich auch fälschlicherweise Minna) Knallenfalls ist eine literarische Figur des Heimatdichters Otto Hausmann. Dennoch wird sie zu den Wuppertaler Originalen gezählt. Anfang der 1990er Jahre ergaben Forschungen, dass Hausmann für die Figur seine Großmutter Maria Wilhelmina Hausmann (geb. Maas; * 1776) als Vorbild genommen hatte. Mina lebte vor mehr als 200 Jahren im Armenviertel An der Fuhr an der Isländer Brücke in Elberfeld und war eine der Töchter einer kinderreichen Familie mit einem arbeitslosen, trinkenden Vater. Nach ihrer Heirat besserte sich ihre Lage nicht, ihr Mann wurde auch zum Trinker.
Ein Standbild dieser Figur steht heute in der Poststraße am Übergang zur Alten Freiheit in Elberfeld.

### Tante Hanna
Tante Hanna, mit bürgerlichem Namen Johanna Wilhelmine Faust (1825–1903), war eine Volksmissionarin aus Elberfeld-Arrenberg, die sich vor allem für Arme und Kranke einsetzte. Sie begründete unter anderem eine Altkleidersammlung und wirkte bei der Gründung der Evangelischen Gesellschaft für Deutschland mit. In der Wuppertaler Wohnlage Elendstal, in welcher besonders große Armut herrschte, veranstaltete sie Sonntagsschulen für Kinder und erbaute mit Hilfe gesammelter Spenden eine Kapelle.

### Zuckerfritz

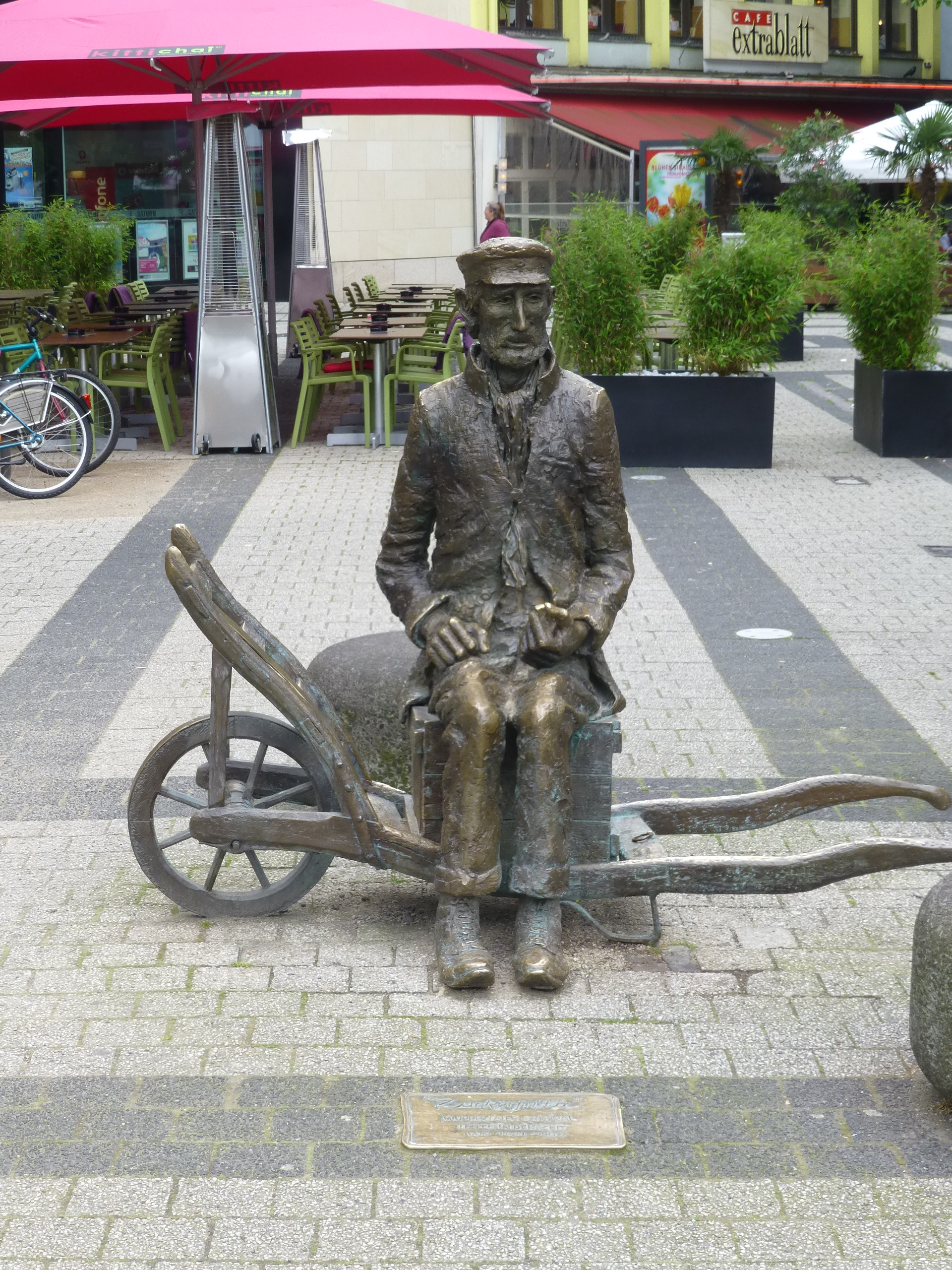
„Zuckerfritz“ von Ulle Hees (1979)

Zuckerfritz, mit bürgerlichem Namen Fritz Poth (gelegentlich auch als Fritz Pothen bezeichnet) (* 1830), war als Hausierer bekannt. Er trug immer eine Taffetkappe oder eine alte Militärmütze und um seinen Hals ein grauseidenes Tuch. Seinen Namen erhielt er, weil er dankend gerne Zuckerstückchen und Süßigkeiten (aber auch Zigarettenstummel) annahm. Seinen Lebensunterhalt bestritt er durch Botengänge und Kurierdienste von Gegenständen und Briefen aller Art. Ein Gesangverein schenkte ihm dafür eine Schubkarre, die er seitdem mitführte. Kinder begrüßten ihn, wenn sie ihn sahen, mit den Rufen „Zuckäär, Zuckeräärfritz“. Am 9. Mai 1906 starb er im städtischen Krankenhaus.
Sein Standbild steht heute am Übergang des Neumarkts zum Kerstenplatz in Elberfeld.

### August Kallenbach
August Kallenbach, „dä roade Kaldenbach“ – nach seinen roten Haaren, wird als Freund des Zuckerfritz beschrieben. Er verstarb zwei Jahre nach seinem Freund.

### Der Schwebebahn-General
Als die Schwebebahn 1901 in Betrieb ging, gab es neben dem Fahrer auch einen Schaffner, der die Fahrt begleitete. Die zwei trugen im Dienst eine Uniform, in der damaligen Zeit war ein Uniformträger eine Respektperson.
Schaffner Karl war als freundlicher und beliebter Mensch bekannt. Benahm sich aber ein Fahrgast nicht nach den Beförderungsbestimmungen, konnte Karl auch anders. An der nächsten Station musste der Fahrgast den Wagen verlassen. Einmal schimpften mehrere Fahrgäste über die Willkür des Schaffners. Der fackelte nicht lange und schmiss alle Fahrgäste aus seinen Wagen raus. Unter lautem Protest verließen die Fahrgäste die Schwebebahn. Seitdem hatte er den Ruf eines „Schwebebahn-Generals“ und keiner traute sich, sich in seiner Anwesenheit danebenzubenehmen. Er wurde 1933 pensioniert.

### Husch Husch

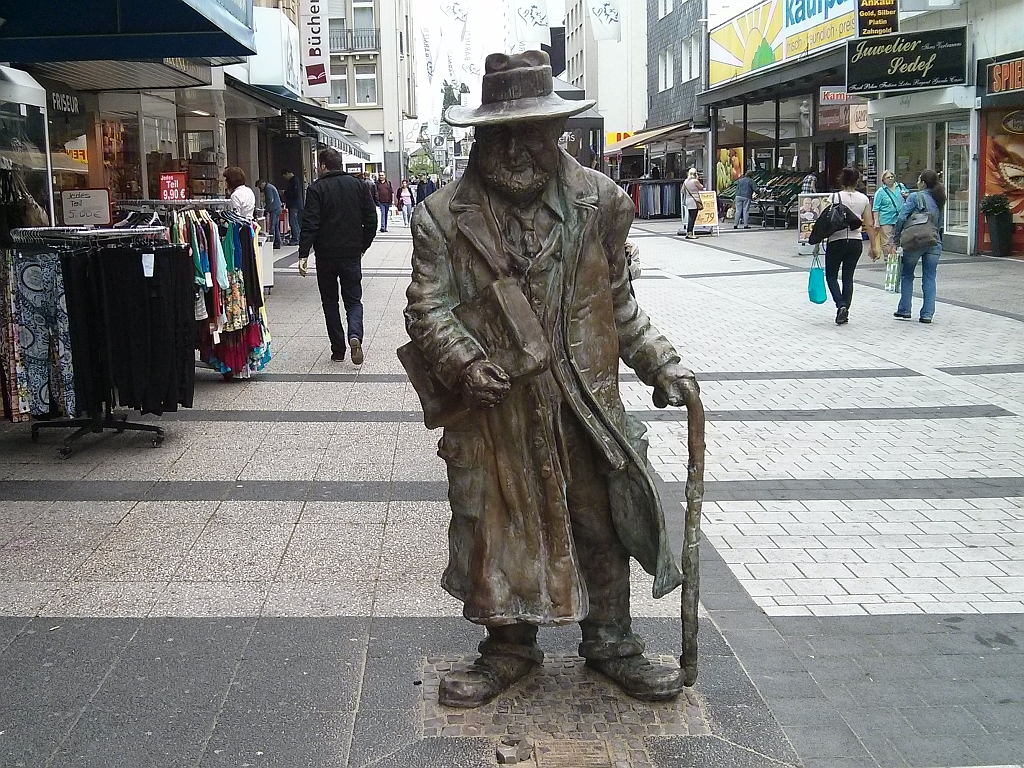
„Husch Husch“ von Klaus J. Burandt (2014)

Husch Husch, mit bürgerlichem Namen Peter Held, war ein bärtiger Hausierer. Geboren am 2. August 1886, soll er laut der Legende einer Pastorenfamilie abstammen und Bruder eines berühmten Hals-Nasen-Ohren-Arztes gewesen sein; tatsächlich war er der Sohn eines Tagelöhners. Um 1914 lebte er in der Plateniusstraße 30a im Ortsteil Elberfeld, hatte aber viele alte Freunde auch in Oberbarmen und Heckinghausen, wo er geboren wurde und aufwuchs. Nach dem Tod des Vaters 1920 verließ er seine Wohnung und ging – wie er sagte – „auf die Walz“. Er übernachtete öfters im Wartesaal des Ritterhauser Bahnhofs, in Steinbrüchen bei Laaken, bei den Kalköfen in Wülfrath oder am „Kuhweg“ auf dem Rott.
In den 1930er Jahren zog er mit seinem Pappkarton umher, der zu seinem Markenzeichen geworden war, und verkaufte Kleinwaren. Er wurde schnell zornig, wenn man ihm nichts abkaufen wollte, daher gingen ihm viele aus dem Weg. Er hatte zudem ein angespanntes Verhältnis zu den Ordnungsbehörden und wurde wiederholt durch Pöbeleien und Beleidigungen auffällig. Bei seinen Wegen wurde er mit den Rufen „Husch Husch“ von Jugendlichen gehänselt, worüber er sich erwartungsgemäß lautstark aufregte. Er hasste diesen Spottnamen zutiefst und reagierte sehr aggressiv. Dennoch fand er als Stadtoriginal Aufnahme in das Herz der Bevölkerung.
Als er im März 1936 in ein Krankenhaus eingeliefert wurde, versammelte sich eine große Menschenmenge an der Pforte, die sich, aufgeschreckt von einem Gerücht über sein baldiges Ableben, nach seinem Befinden erkundigen wollte. Das Krankenhaus sah sich aufgrund des großen Andrangs genötigt, die Presse zu bitten, eine Mitteilung abzudrucken, wonach es sich nur um eine leichte Erkrankung handelte.
Am 2. November 1937, also in der Zeit des Nationalsozialismus, wurde er wegen Bettelei und Landstreicherei verurteilt und verbüßte sechs Wochen Haft in der Justizvollzugsanstalt Bendahl, danach weitere zwei Jahre in Nachhaft. Nicht zuletzt seine Respektlosigkeit und seine schlagfertigen Pöbeleien gegenüber der Polizei und den nationalsozialistischen Ordnungshütern, die von Teilen der Bevölkerung mit heimlichem Schmunzeln gesehen wurde, trugen zu der harten Strafe bei.
Husch Husch wurde das letzte Mal in der Elberfelder Bombennacht im Juni 1943 gesehen, danach verliert sich jedes Lebenszeichen. Augenzeugen berichteten von seinem Tod in seiner zerbombten Wohnung, andere dagegen wollten gesehen haben, wie er mit schweren Verletzungen gerettet wurde. Seine Schwester Maria berichtete, ihn nach dieser Nacht nie mehr gesehen zu haben. Laut einem Aktenvermerk der Stadt Wuppertal soll er am 28. November 1953 in der Psychiatrischen Klinik Galkhausen in Langenfeld gestorben sein. In den Klinikarchiven fanden sich bei einer Recherche im Jahr 2003 aber keine Akten über einen Patienten Peter Held, so dass sein Schicksal ungeklärt bleibt.
Am 2013 fertigte der Bildhauer Schwan Kamal für ihn in der Gießerei Rolf Kayser in Düsseldorf eine Statue nach Zeichnungen von Klaus J. Burandtan.
Sein Standbild steht heute auf dem Werth in Barmen.

### Planten Liss
In Vohwinkel war Johanna Elisabeth Gummersbach (1891–1964) als „Planten Liss“ bekannt. Sie verkaufte Pflanzen an die Gartenfreunde, später betrieb sie einen Gemüsestand am Lienhardplatz. Dabei kam sie zwei Mal die Woche aus Düsseldorf-Flehe, wo sie wohnte.

### De fule Äu
Ein bekannter Tippelbruder in Elberfeld, mit dem bürgerlichen Namen August Miedel, war in den Jahren nach dem Zweiten Weltkrieg De fule Äu. August hatte zwei Geschwister, die ihn lieber nicht sehen mochten. Seine Schwester betrieb auf dem Laurentiusplatz (damals: Königsplatz) einen Blumenstand. Sein Bruder war Kneipenwirt auf dem Ölberg. Betrat Äu die Wirtschaft seines Bruders, bot er ihm ein Dröppelbier an und sorgte dafür, dass er schnellstens wieder verschwand. De fule Äu machte das nicht viel aus, er ging einfach in die nächste Kneipe auf dem Ölberg und schnorrte dort um ein Bier.

## Zeitgenössische Originale

### Erika Nagel
Erika Nagel (1920–2007) war in den 1970er Jahren den meisten Wuppertaler Bürgern bekannt, indem sie zunächst ohne Erlaubnis das gemauerte Wupperufer mit bunten und naiven Tiermotiven bemalte. Nach einer Kontroverse, die eine öffentliche Diskussion auslöste, stellte sich Oberbürgermeister Gurland hinter sie.

### Hans Geib
Hans Geib (1922–1995) war mit seiner Kolumne „Hie kallt Ötte“ in der Westdeutschen Zeitung bekannt, er galt als Original.

### Der „Puma“ von Sonnborn
Der „Puma“ von Sonnborn, bürgerlich Hans Dieter Fey (1933–2017), war vor allem in Kreisen der Motorradfahrer bekannt und wurde als Wuppertaler Original bezeichnet. Im Easy-Rider-Outfit, mit langen weißen Haaren, in Lederkluft und mit einer mächtigen Honda Gold Wing 1100, die er bis ins hohe Alter ohne Beachtung der Helmpflicht mit offenen Haaren fuhr, war er bekannt.
Geboren wurde Fey in Wuppertaler Ortsteil Wichlinghausen, 1940 zog die Familie in den Ortsteil Lüntenbeck. Ab 1999 wohnte der gelernte Dreher und Schmied im Ortsteil Sonnborn. Dort in Sonnborn vor der Kneipe „Alt-Sonnborn“ und im „Café Hubraum“ im Ortsteil Kohlfurth war sein Motorrad häufig geparkt.

### Hans Osterberg
Hans Osterberg (eigentlich Hans-Jürgen Osterberg; * 1946), gelernter Dekorateur, wird von der regionalen Presse als Wuppertaler Original bezeichnet. Regelmäßig verkörpert er in Elberfeld den St. Martin oder zieht als Clown verkleideter Ehrenamtler durch Altersheime und Krankenhäuser. Mehr als 50 Jahre geht er im St.-Josef-Krankenhaus, dem sogenannten „Kapellchen“, ein und aus.

### Paul Decker
Paul Decker (* 1948), Kopf der Mundart-Musikgruppe Striekspöen und ehemaliger Kneipenwirt auf dem Ölberg, wurde als ein Wuppertaler Original bezeichnet.

### Lore Duwe

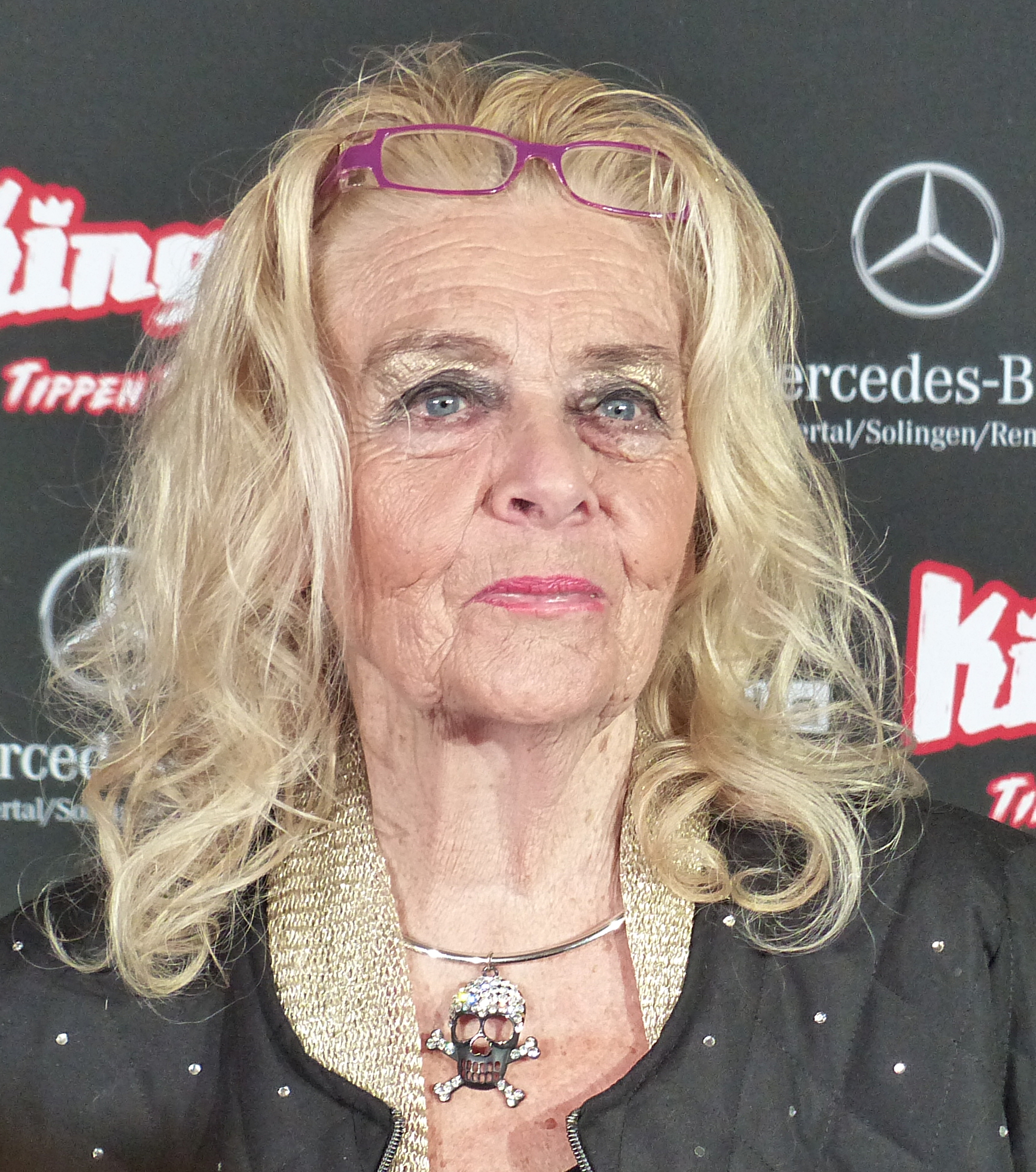
Lore Duwe bei der Deutschlandpremiere zu King Ping in Wuppertal

Als Entertainerin und Buchautorin pflegt Lore Duwe (* um 1935) in den sogenannten „Plattkaller-Abenden“ die Mundart der Region. Von der regionalen Presse wird sie als Wuppertaler Original bezeichnet.

### Uwe Dresen

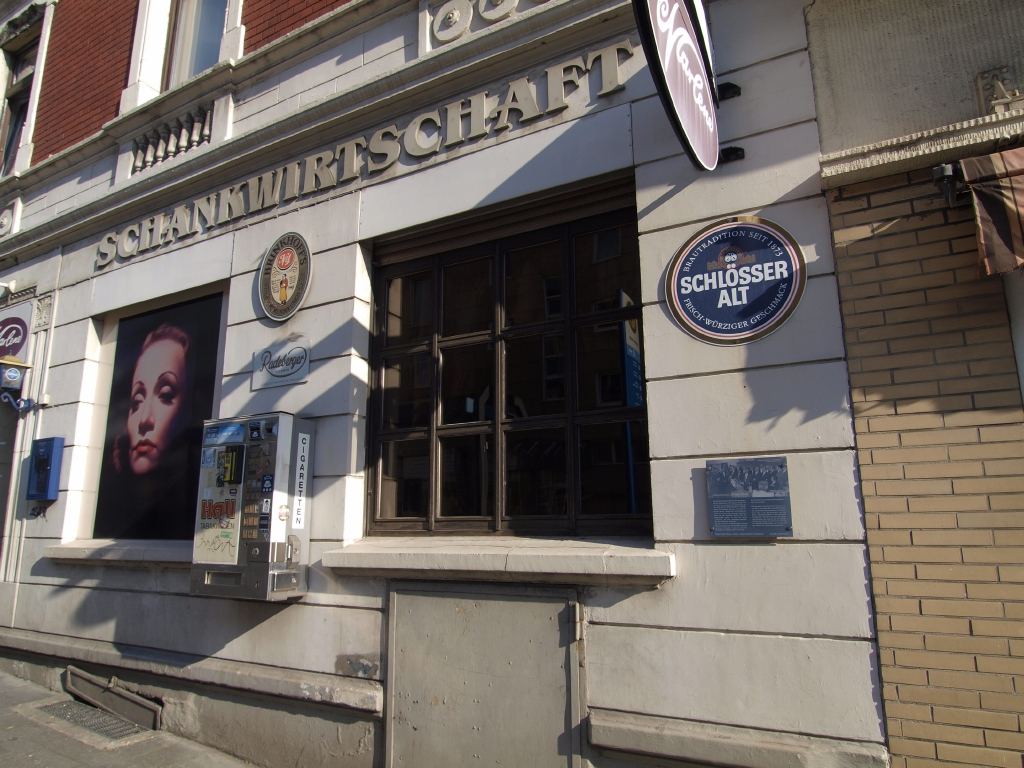
„Schankwirtschaft Marlene“

Die Presse bezeichnete Uwe „Marlene“ Dresen († 2024) mit der Verlautbarung seines Todes am 10. April 2024 als eines der schillerndsten Originale der Stadt. Als Wirt der „Schankwirtschaft Marlene“ an der Elberfelder Hochstraße, die er seit 1986 betrieb, sowie Besitzer und Bewohner der Bremme-Villa in Barmen war er als Diva der lokalen Kneipenszene stadtbekannt. „Marlene“, der sich irgendwo zwischen den Geschlechtern wohl fühlte, war stets von wallenden weiblichen Gewändern umhüllt. Er definierte die Kneipe als „Künstlerkneipe“, in der es in unregelmäßigen Abständen Programm von Jazz bis Travestie gibt.